# 鹿沼市
鹿沼市（日语：／ Kanuma shi */?）是關東北部，栃木縣中部的一市。